# Campionato europeo femminile under 19 di pallavolo 1996
Il Campionato europeo femminile under 19 di pallavolo 1996 si è svolto dal 7 al 15 settembre 1996 ad Ankara, in Turchia. Al torneo hanno partecipato 12 squadre nazionali europee e la vittoria finale è andata per la prima volta all'Italia.

## Qualificazioni
Hanno partecipato al campionato europeo juniores la nazionale del paese ospitante, le prime tre squadre classificate al campionato europeo juniores 1994 e otto squadre provenienti dai gironi di qualificazioni.

## Gironi
Dopo la prima fase a gironi, le prime due classificate di ogni girone hanno acceduto alle semifinali per il primo posto, la terza e la quarta classificata di ogni girone hanno acceduto alle semifinali per il quinto posto e le ultime due classificate di ogni girone hanno acceduto alle semifinali per il nono posto.
| Girone A                                          | Girone B                                     |
| ------------------------------------------------- | -------------------------------------------- |
| Croazia Germania Francia Italia Rep. Ceca Ucraina | Grecia Polonia Romania Russia Spagna Turchia |

## Fase finale

### Finali 1º e 3º posto
|  | Semifinali | Semifinali | Semifinali |        |        | 1º/2º posto | 1º/2º posto | 1º/2º posto |  |
|  |            |            |            |        |        |             |             |             |  |
|  | Italia     | Italia     | 3          |        |        |             |             |             |  |
|  | Italia     | Italia     | 3          |        |        |             |             |             |  |
|  | Polonia    | Polonia    | 1          |        |        |             |             |             |  |
|  | Polonia    | Polonia    | 1          |        | Italia | Italia      | 3           |             |  |
|  |            |            |            |        | Italia | Italia      | 3           |             |  |
|  |            |            | Russia     | Russia | 0      |             |             |             |  |
|  | Russia     | Russia     | Russia     | Russia | 0      | 3           |             |             |  |
|  | Russia     | Russia     |            |        |        | 3           |             |             |  |
|  | Francia    | Francia    | 0          |        |        | 3º/4º posto | 3º/4º posto | 3º/4º posto |  |
|  | Francia    | Francia    | 0          |        |        |             |             |             |  |
|  |            |            |            |        |        |             |             |             |  |
|  |            |            |            |        |        | Polonia     | Polonia     | 3           |  |
|  |            |            |            |        |        | Polonia     | Polonia     | 3           |  |
|  |            |            |            |        |        | Francia     | Francia     | 0           |  |

### Finali 5º e 7º posto
|  | Semifinali | Semifinali | Semifinali |         |         | 5º/6º posto | 5º/6º posto | 5º/6º posto |  |
|  |            |            |            |         |         |             |             |             |  |
|  | Ucraina    | Ucraina    | 3          |         |         |             |             |             |  |
|  | Ucraina    | Ucraina    | 3          |         |         |             |             |             |  |
|  | Romania    | Romania    | 0          |         |         |             |             |             |  |
|  | Romania    | Romania    | 0          |         | Ucraina | Ucraina     | 3           |             |  |
|  |            |            |            |         | Ucraina | Ucraina     | 3           |             |  |
|  |            |            | Croazia    | Croazia | 0       |             |             |             |  |
|  | Croazia    | Croazia    | Croazia    | Croazia | 0       | 3           |             |             |  |
|  | Croazia    | Croazia    |            |         |         | 3           |             |             |  |
|  | Grecia     | Grecia     | 1          |         |         | 7º/8º posto | 7º/8º posto | 7º/8º posto |  |
|  | Grecia     | Grecia     | 1          |         |         |             |             |             |  |
|  |            |            |            |         |         |             |             |             |  |
|  |            |            |            |         |         | Romania     | Romania     | 2           |  |
|  |            |            |            |         |         | Romania     | Romania     | 2           |  |
|  |            |            |            |         |         | Grecia      | Grecia      | 3           |  |

### Finali 9º e 11º posto
|  | Semifinali | Semifinali | Semifinali |           |          | 9º/10º posto  | 9º/10º posto  | 9º/10º posto  |  |
|  |            |            |            |           |          |               |               |               |  |
|  | Germania   | Germania   | 3          |           |          |               |               |               |  |
|  | Germania   | Germania   | 3          |           |          |               |               |               |  |
|  | Spagna     | Spagna     | 0          |           |          |               |               |               |  |
|  | Spagna     | Spagna     | 0          |           | Germania | Germania      | 3             |               |  |
|  |            |            |            |           | Germania | Germania      | 3             |               |  |
|  |            |            | Rep. Ceca  | Rep. Ceca | 2        |               |               |               |  |
|  | Rep. Ceca  | Rep. Ceca  | Rep. Ceca  | Rep. Ceca | 2        | 3             |               |               |  |
|  | Rep. Ceca  | Rep. Ceca  |            |           |          | 3             |               |               |  |
|  | Turchia    | Turchia    | 1          |           |          | 11º/12º posto | 11º/12º posto | 11º/12º posto |  |
|  | Turchia    | Turchia    | 1          |           |          |               |               |               |  |
|  |            |            |            |           |          |               |               |               |  |
|  |            |            |            |           |          | Turchia       | Turchia       | 3             |  |
|  |            |            |            |           |          | Turchia       | Turchia       | 3             |  |
|  |            |            |            |           |          | Spagna        | Spagna        | 1             |  |

## Podio

### Campione
Formazione: 1 Barbara Lombardi, 2 Francesca Piccinini, 3 Elisa Galastri, 4 Valentina Borrelli, 5 Elisa Togut, 6 Anna Vania Mello, 7 Manuela Caponi, 8 Natalia Viganò, 9 Francesca Nicora, 10 Nicoletta Luciani, 11 Ester Franco, 12 Sonia Gioria, CT: Giuseppe Bosetti

## Classifica finale
| Classifica | Squadre   | Qualificazione                   |
| ---------- | --------- | -------------------------------- |
| Oro        | Italia    | Campionato europeo juniores 1998 |
| Argento    | Russia    | Campionato europeo juniores 1998 |
| Bronzo     | Polonia   | Campionato europeo juniores 1998 |
| 4          | Francia   |                                  |
| 5          | Ucraina   |                                  |
| 6          | Croazia   |                                  |
| 7          | Grecia    |                                  |
| 8          | Romania   |                                  |
| 9          | Germania  |                                  |
| 10         | Rep. Ceca |                                  |
| 11         | Turchia   |                                  |
| 12         | Spagna    |                                  |